# Patrick Bourbeillon
Patrick Pierre Yves Charles Bourbeillon (* 24. März 1947 in Angers; † 13. Juli 2015 in Bayonne) war ein französischer Sprinter.
In der 4-mal-100-Meter-Staffel siegte er bei den Europameisterschaften 1969 in Piräus zusammen mit Alain Sarteur, Gérard Fenouil und François Saint-Gilles. Bei den Europameisterschaften 1971 wurde er mit der französischen Stafette im Finale disqualifiziert, und bei den Olympischen Spielen 1972 in München kam er auf den siebten Platz.
Seine Bestzeit über 100 Meter von 10,2 s stellte er am 28. August 1971 in Madrid  auf.